# (4924) Hiltner
(4924) Hiltner – planetoida z pasa głównego asteroid okrążająca Słońce w ciągu 3 lat i 60 dni w średniej odległości 2,15 j.a. Została odkryta 2 marca 1981 roku przez Schelte Busa. Przed nadaniem nazwy planetoida nosiła oznaczenie tymczasowe (4924) 1981 EQ40.